# Gmina Buffalo (hrabstwo Buchanan)

Położenie Gminy Buffalo w hrabstwie Buchanan

Gmina Buffalo (ang. Buffalo Township) – gmina w USA, w stanie Iowa, w hrabstwie Buchanan. Według danych z 2000 roku gmina miała 560 mieszkańców.